# شوسوکه اوتا
شوسوکه اوتا (انگلیسی: Shusuke Ota؛ زادهٔ ۲۳ فوریهٔ ۱۹۹۶) بازیکن فوتبال است.